# Salghuriden
Die Salghuriden (persisch سلغريان, DMG Salġuriyān) waren eine muslimische Regionaldynastie aus dem oghuzischen Clan der Salghur. Als Atabegs von Fars (اتابکان فارس, Atābakān-i Fārs) herrschten sie zwischen 1148 und 1282 im südlichen Iran, wobei sie meist die Oberhoheit der Großseldschuken, Choresm-Schahs und letztlich der Mongolen anerkannten. Die Dynastie begann mit Sunqur ibn Maudud und endete mit der direkten Machtübernahme der Ilchane.

## Ereignisgeschichte

### Aufstieg

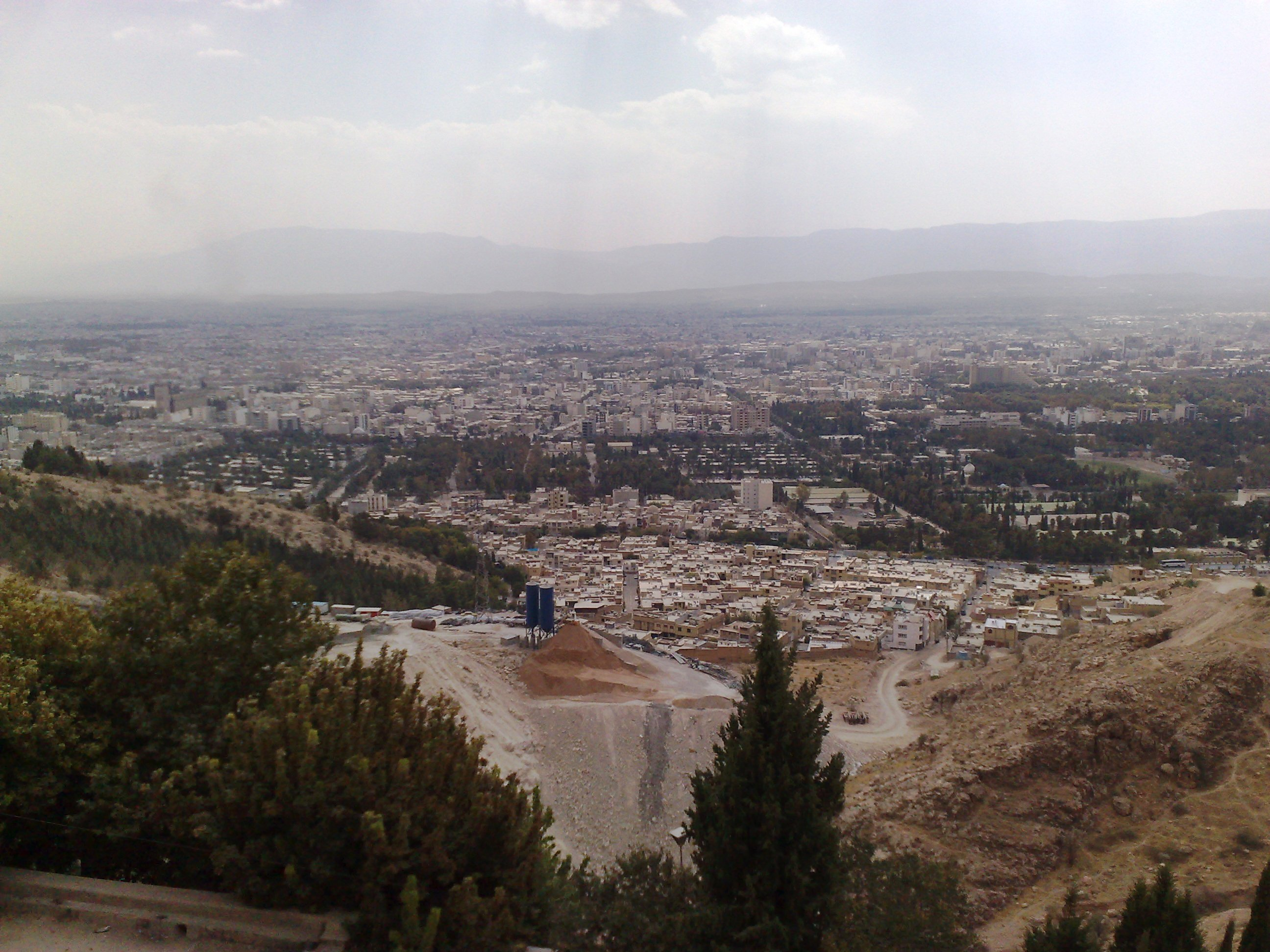
Blick auf das heutige Schiras

Der Salghur-Clan war mit den Seldschuken unter Toghril-Beg (Toġrïl-Beg) Mitte des 11. Jahrhunderts aus Zentralasien nach Iran gekommen. Dass Masud ibn Muhammad (Masʿūd b. Muḥammad) damit beschäftigt war, sein Sultanat gegen Rivalen zu behaupten, nutzte Sunqur ibn Maudud, der Nachkomme eines Salghur-Führers, 1148 aus, um Fars (Fārs) mit der Hauptstadt Schiras (Širāz) unter seine Kontrolle zu bringen. Die südpersische Provinz war zuvor lange von dem türkischen Emir und Atabeg Boz-Aba regiert worden, dessen Neffe Sunqur angeblich gewesen sein soll. Der Gründer der Salghuriden-Herrschaft erkannte die Oberhoheit der Seldschuken an, wurde aber wiederholt in deren Streitigkeiten verwickelt. Gegen Sultan Malik-Schah III. (Malik-Šāh) und andere Widersacher unterstützten ihn die benachbarten Seldschuken von Kirman und auch zu anderen Fürstenhäusern der Region pflegten er und seine Nachfolger gute Beziehungen. Der erste Hazaraspide Abu Tahir hatte ursprünglich sogar in Sunqurs Diensten gestanden und diesen bei einem Feldzug gegen den Kurdenstamm der Schabankara (Šabānkāra) unterstützt, ehe er als Dank zum Gouverneur von Kuhgiluya (Kūhgīlūya) ernannt wurde und später als Atabeg von Großluristan unabhängig wurde. Durch Fars’ Lage am Persischen Golf und die Beziehungen zur Insel Kisch (Kīš) gewann Sunqur zudem einen nicht zu unterschätzenden Einfluss auf den Schiffsverkehr und Seehandel. Nach dem Untergang der boomenden Welthandelsstadt Siraf war Kisch (arab. Qais) unter einer eigenen Fürstendynastie Mitte des 11. Jahrhunderts zu einer Seemacht aufgestiegen, die einen Teil des lukrativen Indienhandels kontrollierte.
Nachdem sein Bruder Sunqur 1161 in Baida (Baiḍā) verstorben war, setzte sich Zangi ibn Maudud gewaltsam gegen alle Konkurrenten durch, worunter sein Land zunächst sehr litt. Er wehrte einen Vorstoß der Kirman-Seldschuken ab, in deren Thronfolge er sich wiederholt einmischte, und überstand 1169 auch eine Invasion des Emirs von Chuzistan (Ḫūzistān), Schumla (Šumla), den Zangis unzufriedene Soldaten ins Land gerufen hatten. Was die immer schwächer werdenden Großseldschuken anbetrifft, so hielt Zangi als eigenen Kandidaten für das Sultanat in Istachr (Iṣṭaḫr) einen Sohn Malik-Schahs III. namens Mahmud gefangen. Als Oberherrn erkannte er jedoch Arslan ibn Toghril (Arslan b. Toġrïl) an, der ihn als Atabeg von Fars bestätigte. Nachdem Zangi seine Herrschaft konsolidiert hatte, scheint Fars unter seiner Führung in bescheidenem Maße prosperiert zu haben. Er starb 1175/76 oder 1178/79 auf der Burg Uschkunvan (Uškunvān), jener der drei Festungen nordwestlich von Istachr, die den Salghuriden als Staatsgefängnis diente.
Zangis Nachfolger wurde, wie bestimmt, Tekele (oder Degele), einer seiner fünf Söhne, und musste als neuer Atabeg gleich an mehreren Fronten kämpfen: Im Jahr 1179/80 bekam er es zunächst mit Muhammad Dschahan-Pahlavan (Muḥammad Ǧahān-Pahlavān), dem Atabeg von Aserbaidschan, zu tun, dessen Vater sich schon Zangi (1165) hatte formal unterwerfen müssen. 1182/83 erhob sich dann sein (wohl von Dschahan-Pahlavan anerkannter) Cousin Qutb ad-Din Toghril ibn Sunqur (Quṭb ad-Dīn Toġrïl b. Sunqur) und übernahm Teile von Fars, bevor der Aufstand von Tekele niedergerungen werden konnte. Als dann die Seldschukendynastie von Kirman in einem Chaos unterging, kam es zu Kämpfen zwischen den Salghuriden und den Oghuzen um die Kontrolle über Kirman, wobei letztere die Provinz bis 1186 vollständig eroberten. Auch gegen die benachbarten Schabankara wurden weiterhin Feldzüge unternommen. Obwohl Fars und seine Einwohner unter all den Kämpfen zu leiden hatten, gelang es Tekele bis zu seinem Tod 1197/98, die Herrschaft seiner Dynastie dauerhaft zu festigen, während die längst im Niedergang begriffenen Großseldschuken 1194 schließlich von den Choresm-Schahs beseitigt wurden.

### Höhepunkt
Nach Tekeles Tod brachen in Fars eine Seuche und abermals Thronstreitigkeiten aus. Letztere konnte Sad I., Tekeles jüngerer Bruder, erst für sich entscheiden, als er seinen erneut rebellierenden Cousin Qutb ad-Din Toghril nach acht verheerenden Jahren des Kriegs schließlich hinrichten ließ (1202/03). Mit diesem Sieg Sads I. begann für die mittlerweile faktisch unabhängigen Salghuriden eine glanzvolle Zeit der Prosperität, kulturellen Blüte und Machtentfaltung; Infolge einer klugen Politik – an der auch der fähige Wesir Chodscha Amid ad-Din Abu Nasr Asad Abzari (Ḫᵛāǧa ʿAmīd ad-Dīn Abū Naṣr Asʿad Abzarī) Anteil hatte – konnte sich das Land von den langen Jahren der Verwüstung endlich erholen. Auch gelang es Sad I., seinen Herrschaftsbereich zu vergrößern, indem er Sirdschan (Sīrǧān) sowie andere Teile Kirmans eroberte und gegen die Schabankara zog, die zuvor oft Raubzüge nach Fars unternommen hatten. 1203/4 besetzte er sogar Isfahan, doch musste er die Stadt schnell wieder aufgeben und zurück nach Schiras eilen, da seine Kapitale zwischenzeitlich von den Truppen des aserbaidschanischen Atabegs Öz-Beg ibn Pahlavan eingenommen worden war. Später war Sad mehrere Jahre in Kämpfe mit den Oghuzen um Kirman verwickelt, bis diese Provinz ebenso wie Hormus um 1213 an den mächtigen Choresm-Schah Muhammad II. fiel. Als Sad 1217 erneut nach Dschibal vorstieß, um sich der Städte Rey, Qazvin und Semnan zu bemächtigen, wurde er von Muhammad II. überrascht, besiegt und solange in Hamadan festgehalten, bis er sich zu Tributzahlungen (ein Drittel seiner Staatseinnahmen) und Gebietsabtretungen (Region um Istachr und Uschkunvan) bereit erklärte. Außerdem musste Sad seinen ältesten Sohn als Geisel an Muhammads Hof schicken, von wo aus dieser allerdings wieder zurückkehren durfte, nachdem sich die Salghuriden und die Anuschteginiden durch eine Heirat verbunden hatten. Abu Bakr, ein anderer Sohn Sads I., hatte die Gefangenschaft seines Vaters zum Anlass genommen, in Schiras die Macht an sich zu reißen. Sad I. konnte bei seiner Rückkehr nach Fars jedoch die Herrschaft wieder übernehmen, da der Choresm-Schah seinem neuen Vasallen zu diesem Zweck Truppen überlassen hatte. Abu Bakr wurde nach dieser gescheiterten Rebellion für lange Zeit eingesperrt. Als Sultan Muhammad II. später von den Mongolen bedrängt und 1220 völlig besiegt wurde, konnte Sad die Oberherrschaft der Choresm-Schahs vorerst abschütteln. Zudem profitierte er von dem Konflikt zwischen den Söhnen Muhammads II., Ghiyath ad-Din (Ġiyāṯ ad-Dīn) und Dschalal ad-Din Mengübirti (Ǧalāl ad-Dīn), welche sich um die Thronfolge stritten. Als Dschalal ad-Din aus Indien zurückgekehrt 1224 nach Fars kam, heiratete er Sads Tochter. Anschließend besiegte er seinen Bruder, welcher die Salghuriden wiederholt angegriffen hatte, und überließ seinem neuen Schwiegervater Isfahan und andere Gebiete, wofür der Atabeg ihn bis zu seinem Tod am 5. November 1226 als Oberherrn anerkannte.
Auf Sad I. folgte dessen erst kurz zuvor (auf Anregung Sultan Dschalal ad-Dins hin) freigelassener Sohn Abu Bakr, welcher sich freiwillig den Mongolen unterstellte und sein Reich so vor Krieg und Plünderung bewahren konnte. Als Zeichen der Anerkennung der mongolischen Oberhoheit schickte er seinen Bruder (oder Neffen) Tahamtan an den Hof des Großkhans Ögedei; Im Gegenzug erhielt er den Titel Qutlugh-Chan (Qutluġ-Ḫān) und einen mongolischen Befehlshaber (šiḥna) zugewiesen, der jedoch, in einem Quartier außerhalb der Stadtmauern untergebracht, kaum in Erscheinung trat. Abgesehen von der erfolglosen Rebellion eines Salghuridenprinzen namens Salghur-Schah Qarandasch-Chan ibn Sad (Salġur-Šāh Qarāndāš-Ḫān b. Saʿd), der am Ende vergiftet wurde, war Abu Bakrs Herrschaft allgemein durch inneren Frieden und Stabilität gekennzeichnet. Unter dem an Kunst und Forschung interessierten Atabeg, der sich mit Gelehrten und Dichtern umgab und zahlreiche Gebäude errichten ließ, erreichte die Salghuridenherrschaft besonders in kultureller Hinsicht ihren Höhepunkt (siehe Abschnitt Kultur, Wissenschaft und Religion) und auch auf politischer und wirtschaftlicher Ebene machte das Reich noch einmal beachtliche Fortschritte. Hieran hatten auch die beiden Wesire Mughrib ad-Din Mufachir Masud (Muġrib ad-Dīn Mufāḫir Masʿūd) und Amir Fachr ad-Din Abu Bakr (Amīr Faḫr ad-Dīn Abū Bakr) sowie der Oberkadi Dschamal ad-Din Abu Bakr Misri (Ǧamāl ad-Dīn Abū Bakr Miṣrī) ihren Anteil. Infolge einer Reihe neuer Steuergesetze war Abu Bakr nicht nur in der Lage, den Tribut von 30.000 Dinar (plus Geschenke) an die Mongolen zu entrichten, sondern konnte auch seine Streitmacht auszubauen. Um stärker am lukrativen Indienhandel zu partizipieren, expandierte er mit Hilfe seiner vergrößerten Armee in den (nicht mongolisch beherrschten) Persischen Golf, wobei es ab August 1236 zum einen zu langwierigen Kämpfen mit den Arabern Bahrains kam, die – nach der Einnahme Taruts (Ṭārūt) und der Hinrichtung eines Scheichs im Frühjahr 1244 – letztlich 1256/57 mit der Ernennung zweier zuverlässiger Emire der Inseln endeten. Zum anderen erlangte Abu Bakr am 12. November 1230 die Oberherrschaft über die Insel Kisch. Das Eiland, welches in Hinblick auf Zoll- und Steuereinnahmen eine ergiebige Geldquelle darstellte, wurde ihm von seinem Vasallen, dem Herrscher von Hormus, übergeben, der es erst im Jahr zuvor (angeblich für die Salghuriden) erobert hatte. Ein Vorhaben Abu Bakrs, das nicht weiter von Erfolg gekrönt war, war der Versuch, die Grundbesitzverhältnisse im Land gerechter zu regeln.

### Niedergang
Unter dem ersten Ilchan Hülegü unterwarfen die Mongolen ganz Iran. Abu Bakr beteuerte daraufhin nochmals seine Loyalität und schickte seinen Sohn Sad als Geisel an Hülegüs Hof. Mit Abu Bakrs Tod am 18. Mai 1260 begann der Niedergang der Salghuriden. Sad, welcher damals in Bagdad weilte, beerbte seinen Vater als Sad II., starb aber nach nur zwölf, siebzehn oder achtzehn Tagen als Atabeg an einer Krankheit, bevor er nach Schiras zurückkehren konnte. So kam Sads junger Sohn Muhammad auf den Thron, doch ging die wahre Macht von seiner Mutter Terken-Chatun, einer Prinzessin aus der Dynastie der Atabegs von Yazd, und deren Wesir Nizam ad-Din Abu Bakr (Niẓām ad-Dīn Abū Bakr) aus. Mit der nun beginnenden Zeit zügelloser Gewaltakte und Geldverschwendungen beschleunigte sich der allgemeine Niedergang der Salghuridenherrschaft. Als Muhammad nach etwa zweieinhalb Jahren – Hülegü hatte ihn gerade erst als Atabeg bestätigt – am 20. November 1262 starb, verhalf Terken-Chatun seinem Onkel Muhammad-Schah (auch: Muhammad II.) auf den Thron. Dieser war zwar ein verdienter Krieger, doch kein Staatsmann. Er verbrachte viel Zeit mit Gelagen und dachte nicht daran, mit Terken-Chatun – deren Tochter Salghom (Salġom) er heiratete – zusammenzuarbeiten. Um ihren Einfluss fürchtend beschloss Terken-Chatun daher, ihren Schwiegersohn loszuwerden, und ließ Muhammad-Schah zu diesem Zweck gefangen nehmen und am 18. Juli 1263 an den mongolischen Hof bringen. Ungefähr zu dieser Zeit scheint die salghuridische Regentin im Geheimen mit dem ägyptischen Mamlukensultan Baibars I. in vorsichtigen Kontakt getreten zu sein, doch blieb dieser diplomatische Annäherungsversuch wohl ohne Ergebnis.
Seldschuq-Schah ibn Salghur, ein Bruder des abgeschobenen Herrschers, wurde neuer Atabeg und heiratete zusätzlich Terken-Chatun. Dies aber missfiel seiner vorherigen Ehefrau und den anderen Emiren, weshalb er Terken-Chatun bei einem Bankett im Rausch ermordete. Als schwerwiegend und töricht stellte sich Seldschuq-Schahs Rebellion gegen den Ilchan heraus: Als er die mongolische Delegation in Schiras ermorden ließ, tötete Hülegü im Gegenzug Muhammad-Schah, der sich immer noch an seinem Hof aufgehalten hatte, und schickte seine Armee gegen Schiras. In dieser Armee war auch eine Abteilung aus Yazd unter dem Kommando Ala ad-Daulas, der Rache für seine Schwester Terken-Chatun wollte. Seldschuq-Schah floh aus der Stadt und verschanzte sich in Kazerun, musste sich aber schließlich ergeben und wurde am 4. Dezember 1264 hingerichtet.
Mit der minderjährigen Prinzessin Abisch-Chatun – sie und ihre Schwester waren die beiden einzigen noch lebenden Mitglieder der Familie – ernannte Hülegü nun eine Tochter Sads II. zur Herrscherin von Fars. Nachdem sie bereits längere Zeit verlobt war, wurde sie circa 1273, im Alter von etwa fünfzehn Jahren, zum neuen Ilchan Abaqa gerufen und mit dessen Bruder Mengü-Temür, dem elften Sohn Hülegüs, verheiratet (obwohl dieser kein Muslim war). Als Hauptfrau gebar sie dem Mongolen zwei Töchter, Kürdüdschin (Kürdüǧin) und Alghantschi (Alġanči). Während Abisch-Chatun nach der Hochzeit zunächst am Ilchan-Hof blieb, ging Mengü-Temür als neuer Regent nach Fars. Er herrschte dort im Namen seiner Frau, der weiterhin in der Chutba und auf Münzen genannt wurde, wenngleich die eigentliche, direkte Kontrolle über die Provinz mittlerweile in den Händen des mongolischen Gouverneurs Sughundschaq (Suġunǧaq) und dessen (in den Quellen oft genannter) Steuerbeamter lag. Abisch-Chatuns Rückkehr nach Schiras erfolgte erst um 1283, als sie der Ilchan Ahmad Tegüder an die Stelle ihres inzwischen zurückbeorderten und verstorbenen Mannes setzte. Da sie auf Grund ihres leichtsinnigen Umgangs mit finanziellen Mitteln und einer Dürre mit den Zahlungen an den neuen Ilchan Arghun (Arġun) in Verzug geriet, sollte sie allerdings schon kurze Zeit später wieder bei ihrem mongolischen Oberherrn erscheinen. Wohl auf Anraten ihrer Gönnerin Öldschei-Chatun (Ölǧei-Ḫatun), der Witwe Hülegüs, widersetzte sich Abisch-Chatun dieser Anordnung und nahm anscheinend eine rebellische Haltung ein. Es kam zu antimongolischen Unruhen in Schiras, bei denen abermals der Ilchanat-Gesandte getötet wurde und die Arghun im Jahr 1284 einen Grund gaben, zu intervenieren. Abisch-Chatun wurde im Folgenden gezwungen, sich zu unterwerfen, mit Geldstrafen belegt und von dem mongolischen General Bugha gefangen genommen. Öldschei-Chatun setzte sich zwar für sie ein, doch blieb die Salghuridin solange in Täbris inhaftiert, bis sie am 31. Dezember 1286 im Alter von nur etwa 26 Jahren verstarb. Sie wurde, obgleich sie Muslimin war, nach mongolischer Sitte bestattet und ihr Erbe so verteilt, wie sie es testamentarisch bestimmt hatte: Von den Ländereien und den 100.000 Dinar, die sie anlässlich ihrer Hochzeit einst von Hülegü erhalten hatte, erhielten ihre beiden Töchter je ein Viertel, ihre Sklaven sowie die von ihr Befreiten ein Viertel und auch Taitschu (Taiču), Mengü-Temürs Sohn aus einer anderen Ehe, ein Viertel.
Mit Königin Abisch-Chatun endete die Herrschaft der Salghuriden und das Fürstentum der Atabegs von Fars. Ihre ältere Tochter Kürdüdschin, die auch die älteste unter allen Töchtern Mengü-Temürs war, heiratete zunächst den Qutlughchaniden Soyurghatmisch (Soyurġatmïš) und spielte eine wichtige Rolle in der Politik Kirmans, bevor sie die Frau des Emirs Tadsch ad-Din Satilmisch (Tāǧ ad-Dīn Satïlmïš) wurde und schließlich dessen Neffen Toghai (Toġai) ehelichte. Im Jahre 1319/20 machte sie der Ilchan Abu Said (Abū Saʿīd) per Vertrag zur Steuerpächterin von Fars, als welche sie in den Quellen ausdrücklich gelobt wird: Sie soll freigiebig gewesen sein, sich um die Menschen gekümmert haben und als Mäzenin insbesondere bemüht gewesen sein, die Einrichtungen ihrer Vorfahren (siehe unten) zu erhalten.

## Kultur, Wissenschaft und Religion

### Bautätigkeit

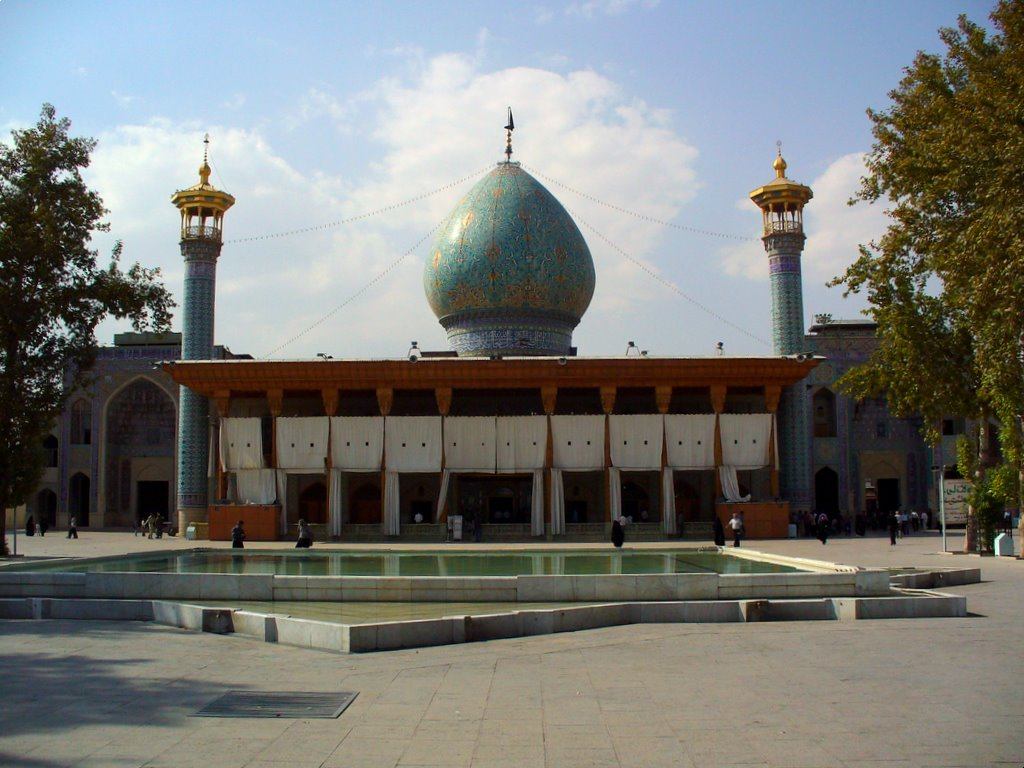
Das Schāh Tscherāgh in Schiras

Wie schon die Buyiden vor ihnen, bauten die Salghuriden Schiras aus und hinterließen eine Reihe prächtiger Bauwerke, von denen sich allerdings nicht viel erhalten hat. Sunqur ließ beispielsweise einen nach ihm benannten Madrasa-Moschee-Komplex errichten, den er mit Basaren und Qanaten (als Waqf-Güter) ausstattete und in der er letztlich auch beigesetzt wurde. Sein Grab entwickelte sich später zu einem bedeutenden Schrein. Sonqors Nachfolger Zangi gab den Auftrag für einen Neubau des Ibn-Chafif-Schreins, wobei er der Sufi-Ruhestätte einen Ribat (Ribāṭ, eine Art Herberge) angliederte und für ihre Versorgung mehrere Dörfer stiftete. Unter Tekele entstanden in der Nähe der Atiq-Moschee (Masǧid-i ʿAtiq) ein weiterer Ribat und die Amini-Moschee (benannt nach ihrem Erbauer, Tekeles Wesir Amin ad-Daula Kaziruni).
Nach einer von Unruhen und Seuchen geprägten Phase konnte Sad I. den Ausbau Schiras’ fortsetzen und führte seine Hauptstadt mit einer klugen Politik zu mehr Wohlstand. So umgab er die Stadt mit einer neuen Stadtmauer, ließ eine neue Freitagsmoschee (die sog. Masǧid-i nou, „neue Moschee“) errichten und erbaute den Atabeg-Basar (Bāzār-i Atābakī) und den Zangi-Qanat (Qanāt-i Zangī). Unter Abu Bakr, welcher Schiras vor den Mongolen rettete, wurden – nicht nur in der Hauptstadt – eine weitere Madrasa, öffentliche Parkanlagen, Moscheen, Basare und ein (großzügig mit frommen Stiftungen versehenes) Krankenhaus errichtet. Auch die beiden Wesire des Atabegs waren baulich tätig und richteten Waqf-Güter ein. Einer von ihnen, Amir Muqarrab ad-Din, entdeckte bei Planierarbeiten das Grab von Ahmad ibn Musa Kazim, einem Bruder von Ali ar-Rida und Sohn von Musa al-Kazim, dem siebten Imam der Zwölferschiiten. Der Wesir ließ um die Ruhestätte daraufhin den berühmten Schah-e Tscheragh (Šāh-e Čerāġ) errichten, welcher sich zum heiligsten Ort in ganz Schiras entwickelte.
Nach Abu Bakr verlor Schiras wieder an Glanz: Die Stadt wurde Opfer mehrere Raubzüge und eine Dürre in den Jahren 1284 bis 1287 forderte 100.000 Opfer, bevor die Pest und die Masern 1297 in Schiras und Umgebung weitere 50.000 Menschen töteten. Abisch-Chatun konnte die Situation durch Instandhaltung der karitativen und religiösen Einrichtungen jedoch noch einmal verbessern und ließ bei den Gräbern ihrer Vorfahren das nach ihr benannte Ribat-i Abisch bauen. Es wird z. B. berichtet, dass sie die Gelder der von Terken-Chatun errichteten Adudi-Madrasa (ʿAḍuḍī) klug verwaltete und in einer Zeit, in der viele auqāf verkamen, sogar vermehrte.

### Dichtung
Unter den Dichtern, die am Salghuridenhof wirkten, ist Saadi (Muṣliḥ ad-Dīn Saʿdī, gest. 1291) – bis heute einer der größten persischen Poeten überhaupt – mit Abstand der bekannteste. Er leitete seinen Tachallus wahrscheinlich von Sad II. ab und widmete, nach langer Reise in seine Geburtsstadt Schiras zurückgekehrt, die beiden berühmten Werke Bustan (1257) und Golestan (1258) Abu Bakr bzw. Abu Bakr, Sad II. und dem Wesir Fachr ad-Din Abu Bakr ibn Abi Nasr (Faḫr ad-Dīn Abū Bakr b. Abī Naṣr).
Auch Amid ad-Din Abzari (gest. 1227), der Wesir Sads I., machte sich einen Namen als Dichter, der auf Persisch wie Arabisch schrieb. Nachdem ihn Abu Bakr in Uschkunvan eingesperrt hatte, schrieb er für seinen Sohn beispielsweise eine später viel kommentierte Qaside (al-Qaṣīda al-Uškuwānīya), in der er mit rhetorischer Brillanz seine Tugenden hervorhebt und sein Schicksal bedauert.

### Wissenschaft
Im Bereich der Wissenschaften ist Qutb ad-Din asch-Schirazi (Quṭb ad-Dīn Širāzī, 1236–1311) hervorzuheben, welcher bis ca. 1260 in als Arzt im Schiraser Muzaffari-Hospital studierte und arbeitete. Bekannt ist er unter anderem für die mit seinem Lehrer Nasir ad-Din at-Tusi verfassten Kritiken am Almagest des Ptolemäus, die Fortführung der optischen Versuche Alhazens und die erste richtige Erklärung für den Aufbau des Regenbogens. Neben der Medizin, Astronomie, Physik und Mathematik gehörten unter anderem auch die Philosophie und die islamischen Mystik zu Schirazis Betätigungsfeldern; zudem verfasste er Gedichte.

### Religion
Die sunnitischen Salghuriden erkannten die Oberhoheit des Bagdader Abbasidenkalifats zumindest formal an und nahmen im Gegensatz zu den vergleichsweise toleranten, schiitischen Buyiden in religiöser Hinsicht eine strikt orthodoxe Haltung ein. Besonders Abu Bakr, unter dem es angeblich keiner wagte, sich mit Logik oder Philosophie zu beschäftigen, wurden Vertreter unorthodoxer Meinungen verbannt und die Schiiten zum Teil unterdrückt.

## Herrscherliste
- Muzaffar ad-Din Sunqur (oder Sonqur) ibn Maudud (Muẓaffar ad-Dīn Sunqur b. Maudūd), reg. 1148–1161
- Muzaffar ad-Din Zangi ibn Maudud (Muẓaffar ad-Dīn Zangī b. Maudūd), reg. 1161–1175 (oder 1161–1178)
- Tekele (oder Degele) ibn Zangi (Tekele b. Zangī), reg. 1175–1198 (oder 1178–1198)
- Muzaffar ad-Din Abu Schudscha Sad (I.) ibn Zangi (Muẓaffar ad-Dīn Abū Šuǧāʿ Saʿd (I.) b. Zangī), reg. 1198–1226
- Muzaffar ad-Din Qutlugh-Chan Abu Bakr ibn Sad (Muẓaffar ad-Dīn Qutluġ-Ḫān Abū Bakr b. Saʿd), reg. 1226–1260
- Muzaffar ad-Din Sad (II.) ibn Qutlugh-Chan (Muẓaffar ad-Dīn Saʿd (II.) b. Qutluġ-Ḫān), reg. 1260
- Adud ad-Din Muhammad ibn Sad (ʿAḍud ad-Dīn Muḥammad b. Saʿd), reg. 1260–1262
- Muzaffar ad-Din Muhammad-Schah ibn Salghur-Schah ibn Sad (Muẓaffar ad-Dīn Muḥammad-Šāh b. Salġur-Šāh b. Saʿd), reg. 1262–1263
- Muzaffar ad-Din Seldschuq-Schah ibn Salghur-Schah (Muẓaffar ad-Dīn Selǧuq-Šāh b. Salġur-Šāh), reg. 1263
- Muzaffar ad-Din Abisch-Chatun bint Sad (Muẓaffar ad-Dīn Ābiš-Ḫatun bt. Saʿd), reg. 1263–1284 (zeitweise zusammen mit Mengü-Temür ibn Hülegü)

## Stammbaum
Es sind nur die wichtigsten Familienmitglieder aufgeführt.
|             |             |             |             |             |             |             |             |             |             | Maudud  |         |           |           |           |           |               |               |                   |                   |                   |                   |                   |                   |                    |                    |                    |                    |                    |                    |               |               |                   |                   |                   |                   |                   |                   |  |  |  |  |  |  |  |  |  |  |  |  |  |  |  |  |  |  |
|             |             |             |             |             |             |             |             |             |             |         |         |           |           |           |           |               |               |                   |                   |                   |                   |                   |                   |                    |                    |                    |                    |                    |                    |               |               |                   |                   |                   |                   |                   |                   |  |  |  |  |  |  |  |  |  |  |  |  |  |  |  |  |  |  |
|             |             |             |             |             |             |             |             |             |             |         |         |           |           |           |           |               |               |                   |                   |                   |                   |                   |                   |                    |                    |                    |                    |                    |                    |               |               |                   |                   |                   |                   |                   |                   |  |  |  |  |  |  |  |  |  |  |  |  |  |  |  |  |  |  |
|             |             |             |             | 1. Sunqur   | 1. Sunqur   | 1. Sunqur   | 1. Sunqur   | 1. Sunqur   | 1. Sunqur   |         |         |           |           |           |           | 2. Zangi      | 2. Zangi      | 2. Zangi          | 2. Zangi          | 2. Zangi          | 2. Zangi          |                   |                   |                    |                    |                    |                    |                    |                    |               |               |                   |                   |                   |                   |                   |                   |  |  |  |  |  |  |  |  |  |  |  |  |  |  |  |  |  |  |
|             |             |             |             | 1. Sunqur   | 1. Sunqur   | 1. Sunqur   | 1. Sunqur   | 1. Sunqur   | 1. Sunqur   |         |         |           |           |           |           | 2. Zangi      | 2. Zangi      | 2. Zangi          | 2. Zangi          | 2. Zangi          | 2. Zangi          |                   |                   |                    |                    |                    |                    |                    |                    |               |               |                   |                   |                   |                   |                   |                   |  |  |  |  |  |  |  |  |  |  |  |  |  |  |  |  |  |  |
|             |             |             |             |             |             |             |             |             |             |         |         |           |           |           |           |               |               |                   |                   |                   |                   |                   |                   |                    |                    |                    |                    |                    |                    |               |               |                   |                   |                   |                   |                   |                   |  |  |  |  |  |  |  |  |  |  |  |  |  |  |  |  |  |  |
|             |             |             |             | Toghril     | Toghril     | Toghril     | Toghril     | Toghril     | Toghril     |         |         | 3. Tekele | 3. Tekele | 3. Tekele | 3. Tekele | 3. Tekele     | 3. Tekele     |                   |                   | 4. Sad I.         | 4. Sad I.         | 4. Sad I.         | 4. Sad I.         | 4. Sad I.          | 4. Sad I.          |                    |                    |                    |                    |               |               |                   |                   |                   |                   |                   |                   |  |  |  |  |  |  |  |  |  |  |  |  |  |  |  |  |  |  |
|             |             |             |             | Toghril     | Toghril     | Toghril     | Toghril     | Toghril     | Toghril     |         |         | 3. Tekele | 3. Tekele | 3. Tekele | 3. Tekele | 3. Tekele     | 3. Tekele     |                   |                   | 4. Sad I.         | 4. Sad I.         | 4. Sad I.         | 4. Sad I.         | 4. Sad I.          | 4. Sad I.          |                    |                    |                    |                    |               |               |                   |                   |                   |                   |                   |                   |  |  |  |  |  |  |  |  |  |  |  |  |  |  |  |  |  |  |
|             |             |             |             |             |             |             |             |             |             |         |         |           |           |           |           |               |               |                   |                   |                   |                   |                   |                   |                    |                    |                    |                    |                    |                    |               |               |                   |                   |                   |                   |                   |                   |  |  |  |  |  |  |  |  |  |  |  |  |  |  |  |  |  |  |
|             |             |             |             | 5. Abu Bakr | 5. Abu Bakr | 5. Abu Bakr | 5. Abu Bakr | 5. Abu Bakr | 5. Abu Bakr |         |         |           |           |           |           |               |               |                   |                   |                   |                   |                   |                   |                    |                    |                    |                    | Salghur-Schah      | Salghur-Schah      | Salghur-Schah | Salghur-Schah | Salghur-Schah     | Salghur-Schah     |                   |                   |                   |                   |  |  |  |  |  |  |  |  |  |  |  |  |  |  |  |  |  |  |
|             |             |             |             | 5. Abu Bakr | 5. Abu Bakr | 5. Abu Bakr | 5. Abu Bakr | 5. Abu Bakr | 5. Abu Bakr |         |         |           |           |           |           |               |               |                   |                   |                   |                   |                   |                   |                    |                    |                    |                    | Salghur-Schah      | Salghur-Schah      | Salghur-Schah | Salghur-Schah | Salghur-Schah     | Salghur-Schah     |                   |                   |                   |                   |  |  |  |  |  |  |  |  |  |  |  |  |  |  |  |  |  |  |
|             |             |             |             |             |             |             |             |             |             |         |         |           |           |           |           |               |               |                   |                   |                   |                   |                   |                   |                    |                    |                    |                    |                    |                    |               |               |                   |                   |                   |                   |                   |                   |  |  |  |  |  |  |  |  |  |  |  |  |  |  |  |  |  |  |
|             |             |             |             | 6. Sad II.  | 6. Sad II.  | 6. Sad II.  | 6. Sad II.  | 6. Sad II.  | 6. Sad II.  |         |         |           |           |           |           | Terken-Chatun | Terken-Chatun | Terken-Chatun     | Terken-Chatun     | Terken-Chatun     | Terken-Chatun     |                   |                   | 9. Seldschuq-Schah | 9. Seldschuq-Schah | 9. Seldschuq-Schah | 9. Seldschuq-Schah | 9. Seldschuq-Schah | 9. Seldschuq-Schah |               |               | 8. Muhammad-Schah | 8. Muhammad-Schah | 8. Muhammad-Schah | 8. Muhammad-Schah | 8. Muhammad-Schah | 8. Muhammad-Schah |  |  |  |  |  |  |  |  |  |  |  |  |  |  |  |  |  |  |
|             |             |             |             | 6. Sad II.  | 6. Sad II.  | 6. Sad II.  | 6. Sad II.  | 6. Sad II.  | 6. Sad II.  |         |         |           |           |           |           | Terken-Chatun | Terken-Chatun | Terken-Chatun     | Terken-Chatun     | Terken-Chatun     | Terken-Chatun     |                   |                   | 9. Seldschuq-Schah | 9. Seldschuq-Schah | 9. Seldschuq-Schah | 9. Seldschuq-Schah | 9. Seldschuq-Schah | 9. Seldschuq-Schah |               |               | 8. Muhammad-Schah | 8. Muhammad-Schah | 8. Muhammad-Schah | 8. Muhammad-Schah | 8. Muhammad-Schah | 8. Muhammad-Schah |  |  |  |  |  |  |  |  |  |  |  |  |  |  |  |  |  |  |
|             |             |             |             |             |             |             |             |             |             |         |         |           |           |           |           |               |               |                   |                   |                   |                   |                   |                   |                    |                    |                    |                    |                    |                    |               |               |                   |                   |                   |                   |                   |                   |  |  |  |  |  |  |  |  |  |  |  |  |  |  |  |  |  |  |
|             |             |             |             |             |             |             |             |             |             |         |         |           |           |           |           |               |               |                   |                   |                   |                   |                   |                   |                    |                    |                    |                    |                    |                    |               |               |                   |                   |                   |                   |                   |                   |  |  |  |  |  |  |  |  |  |  |  |  |  |  |  |  |  |  |
| 7. Muhammad | 7. Muhammad | 7. Muhammad | 7. Muhammad | 7. Muhammad | 7. Muhammad |             |             |             |             | Salghom | Salghom | Salghom   | Salghom   | Salghom   | Salghom   |               |               | 10. Abisch-Chatun | 10. Abisch-Chatun | 10. Abisch-Chatun | 10. Abisch-Chatun | 10. Abisch-Chatun | 10. Abisch-Chatun |                    |                    |                    |                    |                    |                    | Mengü-Temür   | Mengü-Temür   | Mengü-Temür       | Mengü-Temür       | Mengü-Temür       | Mengü-Temür       |                   |                   |  |  |  |  |  |  |  |  |  |  |  |  |  |  |  |  |  |  |
| 7. Muhammad | 7. Muhammad | 7. Muhammad | 7. Muhammad | 7. Muhammad | 7. Muhammad |             |             |             |             | Salghom | Salghom | Salghom   | Salghom   | Salghom   | Salghom   |               |               | 10. Abisch-Chatun | 10. Abisch-Chatun | 10. Abisch-Chatun | 10. Abisch-Chatun | 10. Abisch-Chatun | 10. Abisch-Chatun |                    |                    |                    |                    |                    |                    | Mengü-Temür   | Mengü-Temür   | Mengü-Temür       | Mengü-Temür       | Mengü-Temür       | Mengü-Temür       |                   |                   |  |  |  |  |  |  |  |  |  |  |  |  |  |  |  |  |  |  |
|             |             |             |             |             |             |             |             |             |             |         |         |           |           |           |           |               |               |                   |                   |                   |                   |                   |                   |                    |                    |                    |                    |                    |                    |               |               |                   |                   |                   |                   |                   |                   |  |  |  |  |  |  |  |  |  |  |  |  |  |  |  |  |  |  |
|             |             |             |             |             |             |             |             |             |             |         |         |           |           |           |           |               |               |                   |                   |                   |                   |                   |                   |                    |                    |                    |                    |                    |                    |               |               |                   |                   |                   |                   |                   |                   |  |  |  |  |  |  |  |  |  |  |  |  |  |  |  |  |  |  |
|             |             |             |             |             |             |             |             |             |             |         |         |           |           |           |           |               |               | Alghantschi       | Alghantschi       | Alghantschi       | Alghantschi       | Alghantschi       | Alghantschi       |                    |                    |                    |                    |                    |                    | Kürdüdschin   | Kürdüdschin   | Kürdüdschin       | Kürdüdschin       | Kürdüdschin       | Kürdüdschin       |                   |                   |  |  |  |  |  |  |  |  |  |  |  |  |  |  |  |  |  |  |